# Kokino (rejon wygonicki)
Kokino (ros. Кокино) – wieś (sieło) w Rosji, w obwodzie briańskim, w rejonie wygonickim. W 2010 liczyła 3863 mieszkańców.